# Sarissa

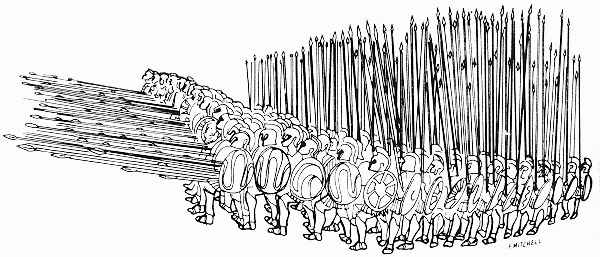
Een Macedonische falanx uitgerust met sarissa's.

Een sarissa (Oudgrieks: σάρισα) was een Macedonische lans die sterk heeft bijgedragen aan de militaire successen van Philippus II en Alexander de Grote.

## Beschrijving
De sarissa was 3 tot 7 meter lang en 6 tot 8 kilogram zwaar. Vooraan was de lans voorzien van een ijzeren punt, met aan de voet een kleinere bronzen punt. Deze kon worden vastgezet in de aarde om chargerende vijanden tegen te houden. Daarnaast diende hij ook als tegengewicht en kon hij als reservepunt dienen als de lans brak.
In de falanx was de sarissa een formidabel wapen, omdat de tegenstanders, meestal hoplieten, veel kortere wapens hadden en ze dus voorbij de muur van sarissa's moesten vooraleer ze hun wapens konden gebruiken. Buiten de falanx was het wapen minder nuttig, het was te lang en te zwaar. Daarom werd hij in twee stukken gemaakt, die tijdens de mars van elkaar werden gedragen en tijdens het gevecht aan elkaar bevestigd worden door middel van een metalen huls.

## Gebruik

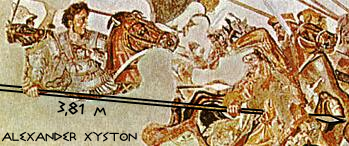
Alexanders xyston

Volgens de antieke bronnen zou Philippus II van Macedonië, de vader van Alexander de Grote, de sarissa hebben uitgevonden. Waarschijnlijk gaan ze allen terug op de schrijver Ephorus. Philippus had namelijk zijn leger omgevormd van een ongeregeld, gedemoraliseerd legertje tot een sterk leger en hij had hen getraind om de lange sarissa te gebruiken met hun twee handen en een muur van lansen te vormen. Met deze tactiek was hij bijna niet te verslaan. Het nieuwe wapen zou voor het eerst gebruikt zijn om Bardyllis, koning van de Dardanen, te verslaan (358 v.Chr.). Na dit succes ging Philippus verder met het veroveren van Macedonië, Epirus en Thracië met behulp van zijn uitvinding. Een iets kortere versie, de xyston, werd gebruikt door Alexanders cavalerie. Arrianus vermeldt de sarissophoroi in zijn verslag van de Slag aan de Granicus.

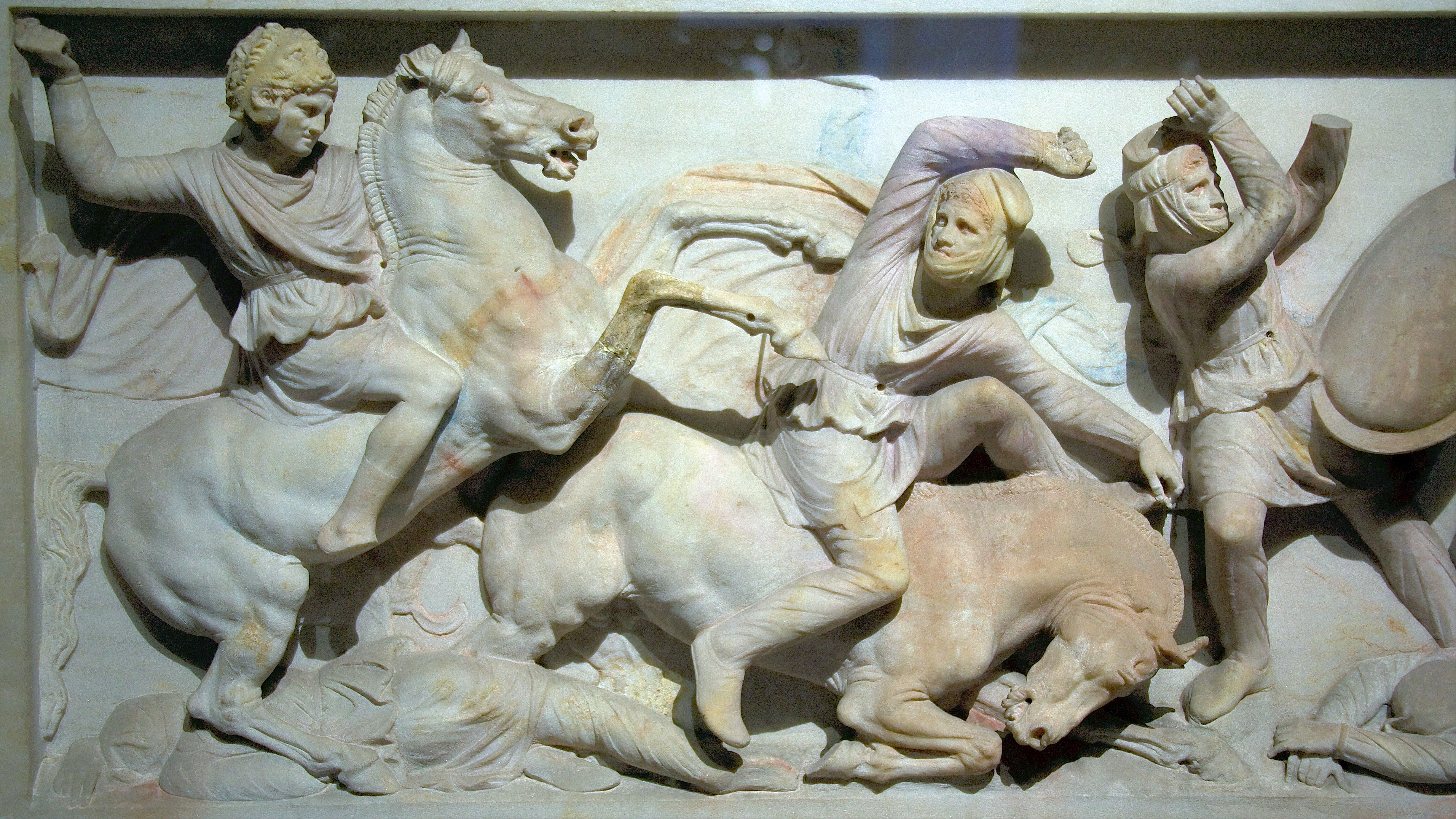
Alexandersarcofaag, lans verdwenen

Na de dood van Alexander de Grote bleef de sarissa het belangrijkste wapen van de Helleense legers. Tijdens de regering van Ptolemaeus IV kon een falanx met sarissa's enkel doorbroken worden met behulp van olifanten.
Omdat het zo een formidabel wapen was, steunde bijna de volledige Helleense oorlogsmachine op deze wapens en werden de training en de combinatie van verschillende soorten eenheden verwaarloosd. In 197 v.Chr. versloegen de Romeinen de Macedoniërs definitief tijdens de slag bij Cynoscephalae. Ze dwongen de falanx op oneffen terrein en vielen aan in de flank waar er openingen vielen. Een korte beschrijving is te vinden bij Polybios.